# El Viso del Alcor
El Viso del Alcor er en by og kommune i det sydlige Spanien i provinsen Sevilla. Den har et indbyggertal på 19.310 (2024) indbyggere.